# Lista di asteroidi (383001-384000)
Di seguito una lista di asteroidi dal numero 383001 al 384000 con data di scoperta e scopritore.

## 383001-383100
| Nome           | Designazione provvisoria | Data di scoperta  | Scopritore           |
| -------------- | ------------------------ | ----------------- | -------------------- |
| 383001 -       | 2005 JO133               | 14 maggio 2005    | Spacewatch           |
| 383002 -       | 2005 JW137               | 13 maggio 2005    | Spacewatch           |
| 383003 -       | 2005 JW149               | 3 maggio 2005     | Spacewatch           |
| 383004 -       | 2005 LA9                 | 1º giugno 2005    | Mt. Lemmon Survey    |
| 383005 -       | 2005 LR10                | 3 giugno 2005     | CSS                  |
| 383006 -       | 2005 LE19                | 8 giugno 2005     | Spacewatch           |
| 383007 -       | 2005 LT38                | 11 giugno 2005    | Spacewatch           |
| 383008 -       | 2005 LU47                | 14 giugno 2005    | Mt. Lemmon Survey    |
| 383009 -       | 2005 ML11                | 27 giugno 2005    | Spacewatch           |
| 383010 -       | 2005 MY12                | 29 giugno 2005    | CSS                  |
| 383011 -       | 2005 MS17                | 27 giugno 2005    | Spacewatch           |
| 383012 -       | 2005 MF27                | 29 giugno 2005    | Spacewatch           |
| 383013 -       | 2005 MS30                | 29 giugno 2005    | NEAT                 |
| 383014 -       | 2005 ML31                | 30 giugno 2005    | NEAT                 |
| 383015 -       | 2005 MS35                | 30 giugno 2005    | Spacewatch           |
| 383016 -       | 2005 ME39                | 28 giugno 2005    | NEAT                 |
| 383017 -       | 2005 MW42                | 29 giugno 2005    | NEAT                 |
| 383018 -       | 2005 MD43                | 30 giugno 2005    | Spacewatch           |
| 383019 -       | 2005 NR9                 | 1º luglio 2005    | Spacewatch           |
| 383020 -       | 2005 NW14                | 2 luglio 2005     | Spacewatch           |
| 383021 -       | 2005 NY17                | 4 luglio 2005     | LINEAR               |
| 383022 -       | 2005 NC20                | 16 giugno 2005    | Spacewatch           |
| 383023 -       | 2005 NJ43                | 5 luglio 2005     | NEAT                 |
| 383024 -       | 2005 NQ50                | 5 luglio 2005     | Mt. Lemmon Survey    |
| 383025 -       | 2005 ND55                | 10 luglio 2005    | Spacewatch           |
| 383026 -       | 2005 NV61                | 11 luglio 2005    | Spacewatch           |
| 383027 -       | 2005 NQ74                | 9 luglio 2005     | Spacewatch           |
| 383028 -       | 2005 NK76                | 10 luglio 2005    | Spacewatch           |
| 383029 -       | 2005 NM98                | 9 luglio 2005     | Spacewatch           |
| 383030 -       | 2005 NL123               | 9 luglio 2005     | Spacewatch           |
| 383031 -       | 2005 NS125               | 4 luglio 2005     | Siding Spring Survey |
| 383032 -       | 2005 OK20                | 28 luglio 2005    | NEAT                 |
| 383033 -       | 2005 OX31                | 26 luglio 2005    | NEAT                 |
| 383034 -       | 2005 PH24                | 10 agosto 2005    | Buie, M. W.          |
| 383035 -       | 2005 QV2                 | 24 agosto 2005    | NEAT                 |
| 383036 -       | 2005 QN3                 | 24 agosto 2005    | NEAT                 |
| 383037 -       | 2005 QC8                 | 24 agosto 2005    | NEAT                 |
| 383038 -       | 2005 QX12                | 24 agosto 2005    | NEAT                 |
| 383039 -       | 2005 QJ18                | 25 agosto 2005    | NEAT                 |
| 383040 -       | 2005 QW19                | 26 agosto 2005    | CINEOS               |
| 383041 -       | 2005 QQ32                | 25 agosto 2005    | NEAT                 |
| 383042 -       | 2005 QZ39                | 26 agosto 2005    | NEAT                 |
| 383043 -       | 2005 QA49                | 26 agosto 2005    | NEAT                 |
| 383044 -       | 2005 QY51                | 27 agosto 2005    | LONEOS               |
| 383045 -       | 2005 QK55                | 28 agosto 2005    | Spacewatch           |
| 383046 -       | 2005 QT57                | 24 agosto 2005    | NEAT                 |
| 383047 -       | 2005 QA60                | 25 agosto 2005    | NEAT                 |
| 383048 -       | 2005 QL62                | 26 agosto 2005    | NEAT                 |
| 383049 -       | 2005 QA65                | 26 agosto 2005    | NEAT                 |
| 383050 -       | 2005 QO66                | 27 agosto 2005    | LONEOS               |
| 383051 -       | 2005 QJ69                | 28 agosto 2005    | Siding Spring Survey |
| 383052 -       | 2005 QA90                | 24 agosto 2005    | NEAT                 |
| 383053 -       | 2005 QU100               | 27 agosto 2005    | NEAT                 |
| 383054 -       | 2005 QW105               | 27 agosto 2005    | NEAT                 |
| 383055 -       | 2005 QU125               | 28 agosto 2005    | Spacewatch           |
| 383056 -       | 2005 QH129               | 28 agosto 2005    | Spacewatch           |
| 383057 -       | 2005 QV137               | 28 agosto 2005    | Spacewatch           |
| 383058 -       | 2005 QC140               | 28 agosto 2005    | Spacewatch           |
| 383059 -       | 2005 QY145               | 27 agosto 2005    | NEAT                 |
| 383060 -       | 2005 QV146               | 28 agosto 2005    | Siding Spring Survey |
| 383061 -       | 2005 QA158               | 26 agosto 2005    | NEAT                 |
| 383062 -       | 2005 QD161               | 28 agosto 2005    | Spacewatch           |
| 383063 -       | 2005 QO172               | 29 agosto 2005    | NEAT                 |
| 383064 -       | 2005 QG178               | 25 agosto 2005    | NEAT                 |
| 383065 -       | 2005 QJ181               | 30 agosto 2005    | Spacewatch           |
| 383066 -       | 2005 QF183               | 31 agosto 2005    | Spacewatch           |
| 383067 Stoofke | 2005 RA5                 | 7 settembre 2005  | Pauwels, T.          |
| 383068 -       | 2005 RX9                 | 10 settembre 2005 | Tucker, R. A.        |
| 383069 -       | 2005 RH10                | 8 settembre 2005  | LINEAR               |
| 383070 -       | 2005 RE30                | 9 settembre 2005  | LINEAR               |
| 383071 -       | 2005 RQ40                | 11 settembre 2005 | LINEAR               |
| 383072 -       | 2005 RQ41                | 13 settembre 2005 | Spacewatch           |
| 383073 -       | 2005 RJ44                | 3 settembre 2005  | NEAT                 |
| 383074 -       | 2005 SP2                 | 23 settembre 2005 | CSS                  |
| 383075 -       | 2005 SY5                 | 23 settembre 2005 | CSS                  |
| 383076 -       | 2005 SE29                | 23 settembre 2005 | Spacewatch           |
| 383077 -       | 2005 SD41                | 24 settembre 2005 | Spacewatch           |
| 383078 -       | 2005 SO49                | 24 settembre 2005 | Spacewatch           |
| 383079 -       | 2005 SR53                | 25 settembre 2005 | Spacewatch           |
| 383080 -       | 2005 ST65                | 26 settembre 2005 | NEAT                 |
| 383081 -       | 2005 SY68                | 27 settembre 2005 | Spacewatch           |
| 383082 -       | 2005 SM71                | 23 settembre 2005 | CSS                  |
| 383083 -       | 2005 SP79                | 24 settembre 2005 | Spacewatch           |
| 383084 -       | 2005 SH80                | 24 settembre 2005 | Spacewatch           |
| 383085 -       | 2005 SP82                | 24 settembre 2005 | Spacewatch           |
| 383086 -       | 2005 SQ82                | 24 settembre 2005 | Spacewatch           |
| 383087 -       | 2005 SV86                | 24 settembre 2005 | Spacewatch           |
| 383088 -       | 2005 SG88                | 24 settembre 2005 | Spacewatch           |
| 383089 -       | 2005 SU88                | 24 settembre 2005 | Spacewatch           |
| 383090 -       | 2005 SJ90                | 24 settembre 2005 | Spacewatch           |
| 383091 -       | 2005 SW92                | 24 settembre 2005 | Spacewatch           |
| 383092 -       | 2005 ST101               | 25 settembre 2005 | Spacewatch           |
| 383093 -       | 2005 SZ101               | 25 settembre 2005 | Spacewatch           |
| 383094 -       | 2005 SS107               | 26 settembre 2005 | CSS                  |
| 383095 -       | 2005 SA109               | 26 settembre 2005 | Spacewatch           |
| 383096 -       | 2005 SY117               | 28 settembre 2005 | NEAT                 |
| 383097 -       | 2005 SS136               | 24 settembre 2005 | Spacewatch           |
| 383098 -       | 2005 SC138               | 25 settembre 2005 | NEAT                 |
| 383099 -       | 2005 SX145               | 25 settembre 2005 | Spacewatch           |
| 383100 -       | 2005 SY150               | 25 settembre 2005 | Spacewatch           |

## 383101-383200
| Nome     | Designazione provvisoria | Data di scoperta  | Scopritore        |
| -------- | ------------------------ | ----------------- | ----------------- |
| 383101 - | 2005 SQ154               | 26 settembre 2005 | Spacewatch        |
| 383102 - | 2005 SJ165               | 28 settembre 2005 | NEAT              |
| 383103 - | 2005 SC170               | 29 settembre 2005 | LONEOS            |
| 383104 - | 2005 SA187               | 29 settembre 2005 | Spacewatch        |
| 383105 - | 2005 SY188               | 29 settembre 2005 | Mt. Lemmon Survey |
| 383106 - | 2005 SG190               | 29 settembre 2005 | LONEOS            |
| 383107 - | 2005 SO192               | 29 settembre 2005 | Mt. Lemmon Survey |
| 383108 - | 2005 SE200               | 30 settembre 2005 | Spacewatch        |
| 383109 - | 2005 SO203               | 30 settembre 2005 | LONEOS            |
| 383110 - | 2005 SN221               | 30 settembre 2005 | Mt. Lemmon Survey |
| 383111 - | 2005 SW224               | 29 settembre 2005 | Spacewatch        |
| 383112 - | 2005 SS231               | 30 settembre 2005 | Mt. Lemmon Survey |
| 383113 - | 2005 SX239               | 30 settembre 2005 | Spacewatch        |
| 383114 - | 2005 SB251               | 24 settembre 2005 | NEAT              |
| 383115 - | 2005 SW256               | 22 settembre 2005 | NEAT              |
| 383116 - | 2005 SR258               | 23 settembre 2005 | LONEOS            |
| 383117 - | 2005 SG260               | 22 settembre 2005 | NEAT              |
| 383118 - | 2005 SE279               | 29 settembre 2005 | Mt. Lemmon Survey |
| 383119 - | 2005 SR279               | 23 settembre 2005 | Spacewatch        |
| 383120 - | 2005 SF292               | 29 settembre 2005 | Spacewatch        |
| 383121 - | 2005 TP11                | 1º ottobre 2005   | Mt. Lemmon Survey |
| 383122 - | 2005 TU23                | 1º ottobre 2005   | CSS               |
| 383123 - | 2005 TW23                | 10 settembre 2005 | LONEOS            |
| 383124 - | 2005 TA44                | 5 ottobre 2005    | Mt. Lemmon Survey |
| 383125 - | 2005 TE71                | 6 ottobre 2005    | Mt. Lemmon Survey |
| 383126 - | 2005 TV74                | 1º ottobre 2005   | CSS               |
| 383127 - | 2005 TH127               | 7 ottobre 2005    | Spacewatch        |
| 383128 - | 2005 TP131               | 7 ottobre 2005    | Spacewatch        |
| 383129 - | 2005 TZ154               | 9 ottobre 2005    | Spacewatch        |
| 383130 - | 2005 TE179               | 5 ottobre 2005    | Mt. Lemmon Survey |
| 383131 - | 2005 UX                  | 20 ottobre 2005   | Healy, D.         |
| 383132 - | 2005 UY9                 | 21 ottobre 2005   | NEAT              |
| 383133 - | 2005 US27                | 23 ottobre 2005   | CSS               |
| 383134 - | 2005 UT31                | 24 ottobre 2005   | Spacewatch        |
| 383135 - | 2005 UJ44                | 22 ottobre 2005   | Spacewatch        |
| 383136 - | 2005 US52                | 23 ottobre 2005   | CSS               |
| 383137 - | 2005 UL55                | 23 ottobre 2005   | CSS               |
| 383138 - | 2005 UT92                | 22 ottobre 2005   | Spacewatch        |
| 383139 - | 2005 UF96                | 22 ottobre 2005   | Spacewatch        |
| 383140 - | 2005 UN103               | 22 ottobre 2005   | Spacewatch        |
| 383141 - | 2005 UQ103               | 22 ottobre 2005   | Spacewatch        |
| 383142 - | 2005 UC162               | 27 ottobre 2005   | LINEAR            |
| 383143 - | 2005 UB178               | 24 ottobre 2005   | Spacewatch        |
| 383144 - | 2005 UB187               | 26 ottobre 2005   | Spacewatch        |
| 383145 - | 2005 UC218               | 24 ottobre 2005   | Spacewatch        |
| 383146 - | 2005 UH230               | 25 ottobre 2005   | Spacewatch        |
| 383147 - | 2005 UX234               | 25 ottobre 2005   | Spacewatch        |
| 383148 - | 2005 UZ265               | 27 ottobre 2005   | Spacewatch        |
| 383149 - | 2005 UL267               | 27 ottobre 2005   | Spacewatch        |
| 383150 - | 2005 UT285               | 26 ottobre 2005   | Spacewatch        |
| 383151 - | 2005 UV311               | 29 ottobre 2005   | Mt. Lemmon Survey |
| 383152 - | 2005 UD316               | 25 ottobre 2005   | Mt. Lemmon Survey |
| 383153 - | 2005 UH321               | 27 ottobre 2005   | Spacewatch        |
| 383154 - | 2005 UL323               | 28 ottobre 2005   | CSS               |
| 383155 - | 2005 UE334               | 29 ottobre 2005   | Mt. Lemmon Survey |
| 383156 - | 2005 UE343               | 31 ottobre 2005   | NEAT              |
| 383157 - | 2005 UX386               | 22 ottobre 2005   | Spacewatch        |
| 383158 - | 2005 US388               | 27 ottobre 2005   | Spacewatch        |
| 383159 - | 2005 UW434               | 29 ottobre 2005   | Mt. Lemmon Survey |
| 383160 - | 2005 UB436               | 30 ottobre 2005   | Spacewatch        |
| 383161 - | 2005 UP440               | 29 ottobre 2005   | CSS               |
| 383162 - | 2005 UY472               | 30 ottobre 2005   | Mt. Lemmon Survey |
| 383163 - | 2005 UJ477               | 26 ottobre 2005   | Spacewatch        |
| 383164 - | 2005 UD486               | 23 ottobre 2005   | NEAT              |
| 383165 - | 2005 VJ5                 | 7 novembre 2005   | Tholen, D. J.     |
| 383166 - | 2005 VC7                 | 12 novembre 2005  | LINEAR            |
| 383167 - | 2005 VD49                | 1º novembre 2005  | Spacewatch        |
| 383168 - | 2005 VL71                | 1º novembre 2005  | Mt. Lemmon Survey |
| 383169 - | 2005 VZ73                | 1º novembre 2005  | Mt. Lemmon Survey |
| 383170 - | 2005 VG81                | 5 novembre 2005   | Spacewatch        |
| 383171 - | 2005 VT98                | 10 novembre 2005  | CSS               |
| 383172 - | 2005 VF108               | 6 novembre 2005   | Spacewatch        |
| 383173 - | 2005 VW118               | 10 novembre 2005  | CSS               |
| 383174 - | 2005 VR124               | 2 novembre 2005   | LINEAR            |
| 383175 - | 2005 VM129               | 1º novembre 2005  | Becker, A. C.     |
| 383176 - | 2005 WY22                | 21 novembre 2005  | Spacewatch        |
| 383177 - | 2005 WU42                | 21 novembre 2005  | Spacewatch        |
| 383178 - | 2005 WN56                | 25 novembre 2005  | CSS               |
| 383179 - | 2005 WM77                | 25 novembre 2005  | Spacewatch        |
| 383180 - | 2005 WP119               | 28 novembre 2005  | CSS               |
| 383181 - | 2005 WM149               | 28 novembre 2005  | Spacewatch        |
| 383182 - | 2005 WF160               | 30 novembre 2005  | CSS               |
| 383183 - | 2005 WE177               | 30 novembre 2005  | Spacewatch        |
| 383184 - | 2005 WA183               | 28 novembre 2005  | NEAT              |
| 383185 - | 2005 WZ187               | 30 novembre 2005  | LINEAR            |
| 383186 - | 2005 WS193               | 28 novembre 2005  | NEAT              |
| 383187 - | 2005 XV8                 | 1º dicembre 2005  | Spacewatch        |
| 383188 - | 2005 XS42                | 6 novembre 2005   | Mt. Lemmon Survey |
| 383189 - | 2005 XT57                | 1º novembre 2005  | Mt. Lemmon Survey |
| 383190 - | 2005 XN66                | 8 dicembre 2005   | LINEAR            |
| 383191 - | 2005 XG111               | 1º dicembre 2005  | Buie, M. W.       |
| 383192 - | 2005 XJ117               | 7 dicembre 2005   | CSS               |
| 383193 - | 2005 YJ15                | 22 dicembre 2005  | Spacewatch        |
| 383194 - | 2005 YB25                | 24 dicembre 2005  | Spacewatch        |
| 383195 - | 2005 YS27                | 22 dicembre 2005  | Spacewatch        |
| 383196 - | 2005 YG29                | 24 dicembre 2005  | Spacewatch        |
| 383197 - | 2005 YL29                | 24 dicembre 2005  | Spacewatch        |
| 383198 - | 2005 YV29                | 25 dicembre 2005  | Spacewatch        |
| 383199 - | 2005 YO31                | 22 dicembre 2005  | Spacewatch        |
| 383200 - | 2005 YN32                | 22 dicembre 2005  | Spacewatch        |

## 383201-383300
| Nome     | Designazione provvisoria | Data di scoperta  | Scopritore        |
| -------- | ------------------------ | ----------------- | ----------------- |
| 383201 - | 2005 YX36                | 24 dicembre 2005  | CSS               |
| 383202 - | 2005 YV44                | 25 dicembre 2005  | Spacewatch        |
| 383203 - | 2005 YQ47                | 26 dicembre 2005  | Spacewatch        |
| 383204 - | 2005 YB57                | 8 dicembre 2005   | Spacewatch        |
| 383205 - | 2005 YS57                | 10 novembre 2005  | Mt. Lemmon Survey |
| 383206 - | 2005 YZ87                | 25 dicembre 2005  | Mt. Lemmon Survey |
| 383207 - | 2005 YH90                | 26 dicembre 2005  | Mt. Lemmon Survey |
| 383208 - | 2005 YG100               | 28 dicembre 2005  | Spacewatch        |
| 383209 - | 2005 YR106               | 25 dicembre 2005  | Spacewatch        |
| 383210 - | 2005 YS106               | 25 dicembre 2005  | Spacewatch        |
| 383211 - | 2005 YV119               | 27 dicembre 2005  | Mt. Lemmon Survey |
| 383212 - | 2005 YV143               | 28 dicembre 2005  | Mt. Lemmon Survey |
| 383213 - | 2005 YP144               | 28 dicembre 2005  | Mt. Lemmon Survey |
| 383214 - | 2005 YD149               | 25 dicembre 2005  | Spacewatch        |
| 383215 - | 2005 YY167               | 28 dicembre 2005  | CSS               |
| 383216 - | 2005 YA200               | 26 dicembre 2005  | Mt. Lemmon Survey |
| 383217 - | 2005 YQ206               | 27 dicembre 2005  | Spacewatch        |
| 383218 - | 2005 YX220               | 30 dicembre 2005  | LINEAR            |
| 383219 - | 2005 YD287               | 29 dicembre 2005  | Mt. Lemmon Survey |
| 383220 - | 2005 YQ290               | 30 dicembre 2005  | Spacewatch        |
| 383221 - | 2006 AY4                 | 2 gennaio 2006    | CSS               |
| 383222 - | 2006 AA50                | 5 gennaio 2006    | Spacewatch        |
| 383223 - | 2006 AW55                | 6 gennaio 2006    | Mt. Lemmon Survey |
| 383224 - | 2006 AR74                | 7 gennaio 2006    | LONEOS            |
| 383225 - | 2006 AM79                | 4 gennaio 2006    | CSS               |
| 383226 - | 2006 AJ84                | 6 gennaio 2006    | CSS               |
| 383227 - | 2006 AJ85                | 7 gennaio 2006    | CSS               |
| 383228 - | 2006 AQ100               | 5 gennaio 2006    | Mt. Lemmon Survey |
| 383229 - | 2006 BG3                 | 21 gennaio 2006   | Spacewatch        |
| 383230 - | 2006 BJ23                | 23 gennaio 2006   | Spacewatch        |
| 383231 - | 2006 BL27                | 22 gennaio 2006   | LONEOS            |
| 383232 - | 2006 BR35                | 23 gennaio 2006   | Spacewatch        |
| 383233 - | 2006 BD37                | 23 gennaio 2006   | Mt. Lemmon Survey |
| 383234 - | 2006 BR39                | 19 gennaio 2006   | CSS               |
| 383235 - | 2006 BC40                | 20 gennaio 2006   | Spacewatch        |
| 383236 - | 2006 BW41                | 22 gennaio 2006   | Mt. Lemmon Survey |
| 383237 - | 2006 BW71                | 23 gennaio 2006   | Spacewatch        |
| 383238 - | 2006 BY110               | 25 gennaio 2006   | Spacewatch        |
| 383239 - | 2006 BB123               | 26 gennaio 2006   | Spacewatch        |
| 383240 - | 2006 BU129               | 26 gennaio 2006   | Mt. Lemmon Survey |
| 383241 - | 2006 BV135               | 27 gennaio 2006   | Mt. Lemmon Survey |
| 383242 - | 2006 BY143               | 22 gennaio 2006   | LONEOS            |
| 383243 - | 2006 BM154               | 25 gennaio 2006   | Spacewatch        |
| 383244 - | 2006 BP216               | 26 gennaio 2006   | CSS               |
| 383245 - | 2006 BF219               | 28 gennaio 2006   | LONEOS            |
| 383246 - | 2006 BO228               | 31 gennaio 2006   | Spacewatch        |
| 383247 - | 2006 BG234               | 31 gennaio 2006   | Spacewatch        |
| 383248 - | 2006 BU250               | 31 gennaio 2006   | Spacewatch        |
| 383249 - | 2006 BD253               | 28 gennaio 2006   | Mt. Lemmon Survey |
| 383250 - | 2006 BA268               | 26 gennaio 2006   | CSS               |
| 383251 - | 2006 BX278               | 26 gennaio 2006   | Spacewatch        |
| 383252 - | 2006 BW283               | 23 gennaio 2006   | Mt. Lemmon Survey |
| 383253 - | 2006 CJ6                 | 1º febbraio 2006  | Mt. Lemmon Survey |
| 383254 - | 2006 CJ9                 | 3 febbraio 2006   | Yeung, W. K. Y.   |
| 383255 - | 2006 CV26                | 2 febbraio 2006   | Spacewatch        |
| 383256 - | 2006 CV33                | 2 febbraio 2006   | Mt. Lemmon Survey |
| 383257 - | 2006 CL38                | 2 febbraio 2006   | Spacewatch        |
| 383258 - | 2006 CC60                | 7 febbraio 2006   | Mt. Lemmon Survey |
| 383259 - | 2006 CY62                | 4 febbraio 2006   | CSS               |
| 383260 - | 2006 CA66                | 6 febbraio 2006   | Spacewatch        |
| 383261 - | 2006 DE20                | 20 febbraio 2006  | Spacewatch        |
| 383262 - | 2006 DS45                | 20 febbraio 2006  | CSS               |
| 383263 - | 2006 DJ55                | 24 febbraio 2006  | Mt. Lemmon Survey |
| 383264 - | 2006 DO56                | 24 febbraio 2006  | Mt. Lemmon Survey |
| 383265 - | 2006 DT57                | 24 febbraio 2006  | Mt. Lemmon Survey |
| 383266 - | 2006 DK65                | 21 febbraio 2006  | CSS               |
| 383267 - | 2006 DA66                | 28 gennaio 2006   | CSS               |
| 383268 - | 2006 DC76                | 24 febbraio 2006  | Spacewatch        |
| 383269 - | 2006 DS80                | 24 febbraio 2006  | Spacewatch        |
| 383270 - | 2006 DB82                | 24 febbraio 2006  | Spacewatch        |
| 383271 - | 2006 DU95                | 24 febbraio 2006  | Spacewatch        |
| 383272 - | 2006 DZ104               | 25 febbraio 2006  | Spacewatch        |
| 383273 - | 2006 DD114               | 27 febbraio 2006  | LINEAR            |
| 383274 - | 2006 DD122               | 23 febbraio 2006  | LONEOS            |
| 383275 - | 2006 DS132               | 25 febbraio 2006  | Spacewatch        |
| 383276 - | 2006 DW136               | 25 febbraio 2006  | Spacewatch        |
| 383277 - | 2006 DW145               | 25 febbraio 2006  | Mt. Lemmon Survey |
| 383278 - | 2006 DO150               | 21 settembre 2003 | Spacewatch        |
| 383279 - | 2006 DM152               | 25 febbraio 2006  | Spacewatch        |
| 383280 - | 2006 DF153               | 25 febbraio 2006  | Mt. Lemmon Survey |
| 383281 - | 2006 DZ171               | 27 febbraio 2006  | Spacewatch        |
| 383282 - | 2006 DM175               | 9 dicembre 2004   | Spacewatch        |
| 383283 - | 2006 DR178               | 27 febbraio 2006  | Mt. Lemmon Survey |
| 383284 - | 2006 DC184               | 27 febbraio 2006  | Spacewatch        |
| 383285 - | 2006 DA196               | 21 febbraio 2006  | CSS               |
| 383286 - | 2006 DB198               | 25 febbraio 2006  | CSS               |
| 383287 - | 2006 DB199               | 28 febbraio 2006  | CSS               |
| 383288 - | 2006 DL201               | 27 febbraio 2006  | CSS               |
| 383289 - | 2006 DC206               | 25 febbraio 2006  | Mt. Lemmon Survey |
| 383290 - | 2006 DB211               | 24 febbraio 2006  | Spacewatch        |
| 383291 - | 2006 ES17                | 2 marzo 2006      | Spacewatch        |
| 383292 - | 2006 EO21                | 3 marzo 2006      | Spacewatch        |
| 383293 - | 2006 EV21                | 3 marzo 2006      | Spacewatch        |
| 383294 - | 2006 EO22                | 3 marzo 2006      | Spacewatch        |
| 383295 - | 2006 EL28                | 3 marzo 2006      | Spacewatch        |
| 383296 - | 2006 EL49                | 4 marzo 2006      | Spacewatch        |
| 383297 - | 2006 EC72                | 2 marzo 2006      | Spacewatch        |
| 383298 - | 2006 FR23                | 24 marzo 2006     | Spacewatch        |
| 383299 - | 2006 FK28                | 24 marzo 2006     | Mt. Lemmon Survey |
| 383300 - | 2006 FM53                | 23 marzo 2006     | Spacewatch        |

## 383301-383400
| Nome     | Designazione provvisoria | Data di scoperta  | Scopritore           |
| -------- | ------------------------ | ----------------- | -------------------- |
| 383301 - | 2006 GR5                 | 2 aprile 2006     | Spacewatch           |
| 383302 - | 2006 GA8                 | 2 aprile 2006     | Spacewatch           |
| 383303 - | 2006 GV37                | 2 aprile 2006     | LINEAR               |
| 383304 - | 2006 GN39                | 2 aprile 2006     | LONEOS               |
| 383305 - | 2006 GZ43                | 2 aprile 2006     | Spacewatch           |
| 383306 - | 2006 GU49                | 7 aprile 2006     | LONEOS               |
| 383307 - | 2006 HN11                | 19 aprile 2006    | Spacewatch           |
| 383308 - | 2006 HR20                | 19 aprile 2006    | Mt. Lemmon Survey    |
| 383309 - | 2006 HW29                | 18 aprile 2006    | CSS                  |
| 383310 - | 2006 HO60                | 26 aprile 2006    | LONEOS               |
| 383311 - | 2006 HU65                | 24 aprile 2006    | Spacewatch           |
| 383312 - | 2006 HN67                | 24 aprile 2006    | Mt. Lemmon Survey    |
| 383313 - | 2006 HZ70                | 25 aprile 2006    | CSS                  |
| 383314 - | 2006 HT74                | 25 aprile 2006    | Spacewatch           |
| 383315 - | 2006 HA77                | 25 aprile 2006    | Spacewatch           |
| 383316 - | 2006 HU82                | 26 aprile 2006    | Spacewatch           |
| 383317 - | 2006 HC92                | 29 aprile 2006    | Spacewatch           |
| 383318 - | 2006 HN93                | 29 aprile 2006    | Spacewatch           |
| 383319 - | 2006 HO102               | 30 aprile 2006    | Spacewatch           |
| 383320 - | 2006 HH120               | 30 aprile 2006    | Spacewatch           |
| 383321 - | 2006 HN121               | 30 aprile 2006    | Spacewatch           |
| 383322 - | 2006 HB151               | 26 aprile 2006    | Buie, M. W.          |
| 383323 - | 2006 JL6                 | 2 maggio 2006     | Nyukasa              |
| 383324 - | 2006 JU18                | 24 aprile 2006    | Spacewatch           |
| 383325 - | 2006 JR41                | 7 maggio 2006     | Spacewatch           |
| 383326 - | 2006 KF12                | 20 maggio 2006    | Spacewatch           |
| 383327 - | 2006 KD17                | 20 maggio 2006    | CSS                  |
| 383328 - | 2006 KW18                | 21 maggio 2006    | Spacewatch           |
| 383329 - | 2006 KG38                | 19 maggio 2006    | LONEOS               |
| 383330 - | 2006 KM41                | 19 maggio 2006    | Mt. Lemmon Survey    |
| 383331 - | 2006 KS48                | 21 maggio 2006    | Spacewatch           |
| 383332 - | 2006 KY57                | 16 gennaio 2005   | Spacewatch           |
| 383333 - | 2006 KZ59                | 22 maggio 2006    | Spacewatch           |
| 383334 - | 2006 KB61                | 22 maggio 2006    | Spacewatch           |
| 383335 - | 2006 KB66                | 24 maggio 2006    | Mt. Lemmon Survey    |
| 383336 - | 2006 KW105               | 21 maggio 2006    | Spacewatch           |
| 383337 - | 2006 KH120               | 20 aprile 2006    | Spacewatch           |
| 383338 - | 2006 KZ122               | 26 maggio 2006    | CSS                  |
| 383339 - | 2006 PX10                | 13 agosto 2006    | NEAT                 |
| 383340 - | 2006 PN19                | 13 agosto 2006    | NEAT                 |
| 383341 - | 2006 PQ37                | 13 agosto 2006    | NEAT                 |
| 383342 - | 2006 QT22                | 19 agosto 2006    | NEAT                 |
| 383343 - | 2006 QY96                | 16 agosto 2006    | NEAT                 |
| 383344 - | 2006 QS103               | 27 agosto 2006    | Spacewatch           |
| 383345 - | 2006 QV107               | 28 agosto 2006    | CSS                  |
| 383346 - | 2006 QE110               | 28 agosto 2006    | Spacewatch           |
| 383347 - | 2006 QF160               | 19 agosto 2006    | Spacewatch           |
| 383348 - | 2006 QJ170               | 26 agosto 2006    | Siding Spring Survey |
| 383349 - | 2006 RC23                | 12 settembre 2006 | CSS                  |
| 383350 - | 2006 RS25                | 29 agosto 2006    | Spacewatch           |
| 383351 - | 2006 RK27                | 14 settembre 2006 | CSS                  |
| 383352 - | 2006 RS28                | 15 settembre 2006 | Spacewatch           |
| 383353 - | 2006 RP40                | 14 settembre 2006 | Spacewatch           |
| 383354 - | 2006 RW56                | 14 settembre 2006 | Spacewatch           |
| 383355 - | 2006 RQ121               | 15 settembre 2006 | Spacewatch           |
| 383356 - | 2006 RG122               | 6 settembre 2006  | NEAT                 |
| 383357 - | 2006 SC9                 | 16 settembre 2006 | CSS                  |
| 383358 - | 2006 SW10                | 16 settembre 2006 | Spacewatch           |
| 383359 - | 2006 SZ10                | 16 settembre 2006 | Spacewatch           |
| 383360 - | 2006 SP17                | 17 settembre 2006 | Spacewatch           |
| 383361 - | 2006 SL28                | 30 settembre 2003 | Spacewatch           |
| 383362 - | 2006 SE41                | 18 settembre 2006 | CSS                  |
| 383363 - | 2006 SQ41                | 18 settembre 2006 | Spacewatch           |
| 383364 - | 2006 SN59                | 16 settembre 2006 | LONEOS               |
| 383365 - | 2006 SV59                | 18 settembre 2006 | CSS                  |
| 383366 - | 2006 SO76                | 19 settembre 2006 | Spacewatch           |
| 383367 - | 2006 SA111               | 21 settembre 2006 | LONEOS               |
| 383368 - | 2006 SZ114               | 24 settembre 2006 | Spacewatch           |
| 383369 - | 2006 SD121               | 18 settembre 2006 | CSS                  |
| 383370 - | 2006 SG133               | 17 settembre 2006 | CSS                  |
| 383371 - | 2006 SU163               | 24 settembre 2006 | Spacewatch           |
| 383372 - | 2006 SC167               | 25 settembre 2006 | Spacewatch           |
| 383373 - | 2006 SJ169               | 25 settembre 2006 | Spacewatch           |
| 383374 - | 2006 SH213               | 17 settembre 2006 | CSS                  |
| 383375 - | 2006 SZ214               | 27 settembre 2006 | Spacewatch           |
| 383376 - | 2006 SN229               | 18 settembre 2006 | Spacewatch           |
| 383377 - | 2006 SQ252               | 26 settembre 2006 | Spacewatch           |
| 383378 - | 2006 SZ261               | 26 settembre 2006 | Mt. Lemmon Survey    |
| 383379 - | 2006 SL289               | 26 settembre 2006 | CSS                  |
| 383380 - | 2006 SF316               | 27 settembre 2006 | Spacewatch           |
| 383381 - | 2006 SY364               | 17 dicembre 2003  | LINEAR               |
| 383382 - | 2006 SG376               | 17 settembre 2006 | Becker, A. C.        |
| 383383 - | 2006 SW384               | 29 settembre 2006 | Becker, A. C.        |
| 383384 - | 2006 SG396               | 17 settembre 2006 | Spacewatch           |
| 383385 - | 2006 SB409               | 27 settembre 2006 | Mt. Lemmon Survey    |
| 383386 - | 2006 TR8                 | 4 ottobre 2006    | Mt. Lemmon Survey    |
| 383387 - | 2006 TC11                | 11 ottobre 2006   | Spacewatch           |
| 383388 - | 2006 TK18                | 30 settembre 2006 | CSS                  |
| 383389 - | 2006 TJ21                | 11 ottobre 2006   | Spacewatch           |
| 383390 - | 2006 TA22                | 11 ottobre 2006   | Spacewatch           |
| 383391 - | 2006 TL23                | 30 settembre 2006 | Mt. Lemmon Survey    |
| 383392 - | 2006 TU23                | 11 ottobre 2006   | Spacewatch           |
| 383393 - | 2006 TE30                | 30 settembre 2006 | Mt. Lemmon Survey    |
| 383394 - | 2006 TP33                | 12 ottobre 2006   | Spacewatch           |
| 383395 - | 2006 TB59                | 13 ottobre 2006   | Eskridge             |
| 383396 - | 2006 TB63                | 10 ottobre 2006   | NEAT                 |
| 383397 - | 2006 TN71                | 11 ottobre 2006   | NEAT                 |
| 383398 - | 2006 TE76                | 11 ottobre 2006   | NEAT                 |
| 383399 - | 2006 TM87                | 13 ottobre 2006   | Spacewatch           |
| 383400 - | 2006 TU116               | 3 ottobre 2006    | Becker, A. C.        |

## 383401-383500
| Nome          | Designazione provvisoria | Data di scoperta  | Scopritore            |
| ------------- | ------------------------ | ----------------- | --------------------- |
| 383401 -      | 2006 UU6                 | 16 ottobre 2006   | CSS                   |
| 383402 -      | 2006 UD19                | 25 settembre 2006 | Spacewatch            |
| 383403 -      | 2006 UV23                | 16 ottobre 2006   | Spacewatch            |
| 383404 -      | 2006 UL27                | 16 ottobre 2006   | Spacewatch            |
| 383405 -      | 2006 UG56                | 27 agosto 2006    | LONEOS                |
| 383406 -      | 2006 US67                | 16 ottobre 2006   | CSS                   |
| 383407 -      | 2006 UF70                | 16 ottobre 2006   | CSS                   |
| 383408 -      | 2006 UQ108               | 18 ottobre 2006   | Spacewatch            |
| 383409 -      | 2006 UN127               | 19 ottobre 2006   | Spacewatch            |
| 383410 -      | 2006 UQ137               | 19 ottobre 2006   | Mt. Lemmon Survey     |
| 383411 -      | 2006 UV181               | 16 ottobre 2006   | CSS                   |
| 383412 -      | 2006 UL194               | 20 ottobre 2006   | Spacewatch            |
| 383413 -      | 2006 UZ201               | 22 ottobre 2006   | NEAT                  |
| 383414 -      | 2006 UV211               | 23 ottobre 2006   | Spacewatch            |
| 383415 -      | 2006 UM213               | 23 ottobre 2006   | Spacewatch            |
| 383416 -      | 2006 UC215               | 26 ottobre 2006   | Endate, K.            |
| 383417 DAO    | 2006 UY216               | 23 ottobre 2006   | Balam, D. D.          |
| 383418 -      | 2006 UZ226               | 20 ottobre 2006   | NEAT                  |
| 383419 -      | 2006 UM228               | 20 ottobre 2006   | NEAT                  |
| 383420 -      | 2006 UG245               | 27 ottobre 2006   | Mt. Lemmon Survey     |
| 383421 -      | 2006 UV249               | 16 ottobre 2006   | Spacewatch            |
| 383422 -      | 2006 UN286               | 28 ottobre 2006   | Spacewatch            |
| 383423 -      | 2006 UR329               | 28 ottobre 2006   | Spacewatch            |
| 383424 -      | 2006 UD330               | 16 ottobre 2006   | Becker, A. C.         |
| 383425 -      | 2006 UL346               | 21 ottobre 2006   | Spacewatch            |
| 383426 -      | 2006 UO346               | 22 ottobre 2006   | Mt. Lemmon Survey     |
| 383427 -      | 2006 VE24                | 10 novembre 2006  | Spacewatch            |
| 383428 -      | 2006 VR49                | 10 novembre 2006  | Spacewatch            |
| 383429 -      | 2006 VM58                | 11 novembre 2006  | Spacewatch            |
| 383430 -      | 2006 VC63                | 11 novembre 2006  | Spacewatch            |
| 383431 -      | 2006 VM64                | 28 settembre 2006 | Mt. Lemmon Survey     |
| 383432 -      | 2006 VQ99                | 21 ottobre 2006   | Mt. Lemmon Survey     |
| 383433 -      | 2006 VH103               | 12 novembre 2006  | Lin, H.-C., Ye, Q.-z. |
| 383434 -      | 2006 VK116               | 18 settembre 2006 | CSS                   |
| 383435 -      | 2006 VG120               | 14 novembre 2006  | Spacewatch            |
| 383436 -      | 2006 VT133               | 15 novembre 2006  | Mt. Lemmon Survey     |
| 383437 -      | 2006 VQ135               | 15 novembre 2006  | Spacewatch            |
| 383438 -      | 2006 VS136               | 19 ottobre 2006   | Mt. Lemmon Survey     |
| 383439 -      | 2006 VB142               | 13 novembre 2006  | NEAT                  |
| 383440 -      | 2006 WB8                 | 16 novembre 2006  | LINEAR                |
| 383441 -      | 2006 WC33                | 18 settembre 2006 | Spacewatch            |
| 383442 -      | 2006 WF36                | 16 novembre 2006  | Spacewatch            |
| 383443 -      | 2006 WE37                | 16 novembre 2006  | Spacewatch            |
| 383444 -      | 2006 WW52                | 16 novembre 2006  | Spacewatch            |
| 383445 -      | 2006 WY61                | 17 novembre 2006  | Mt. Lemmon Survey     |
| 383446 -      | 2006 WC88                | 18 novembre 2006  | Mt. Lemmon Survey     |
| 383447 -      | 2006 WU103               | 19 novembre 2006  | Spacewatch            |
| 383448 -      | 2006 WD105               | 19 novembre 2006  | Spacewatch            |
| 383449 -      | 2006 WK127               | 24 novembre 2006  | Siding Spring Survey  |
| 383450 -      | 2006 WL129               | 23 novembre 2006  | Spacewatch            |
| 383451 -      | 2006 WV152               | 21 novembre 2006  | Mt. Lemmon Survey     |
| 383452 -      | 2006 WE158               | 17 novembre 2006  | Spacewatch            |
| 383453 -      | 2006 WD201               | 16 novembre 2006  | Mt. Lemmon Survey     |
| 383454 -      | 2006 WC205               | 19 novembre 2006  | Spacewatch            |
| 383455 -      | 2006 XU17                | 10 dicembre 2006  | Spacewatch            |
| 383456 -      | 2006 XP32                | 9 dicembre 2006   | Spacewatch            |
| 383457 -      | 2006 XK43                | 23 ottobre 2006   | Mt. Lemmon Survey     |
| 383458 -      | 2006 XW43                | 12 dicembre 2006  | Spacewatch            |
| 383459 -      | 2006 XY70                | 13 dicembre 2006  | Mt. Lemmon Survey     |
| 383460 -      | 2006 XG72                | 10 dicembre 2006  | Spacewatch            |
| 383461 -      | 2006 YP3                 | 16 dicembre 2006  | Spacewatch            |
| 383462 -      | 2006 YD4                 | 16 dicembre 2006  | Mt. Lemmon Survey     |
| 383463 -      | 2006 YK12                | 20 dicembre 2006  | Nyukasa               |
| 383464 -      | 2006 YH18                | 22 dicembre 2006  | LINEAR                |
| 383465 -      | 2006 YZ18                | 24 dicembre 2006  | Mt. Lemmon Survey     |
| 383466 -      | 2006 YJ35                | 21 dicembre 2006  | Spacewatch            |
| 383467 -      | 2006 YG37                | 21 dicembre 2006  | Spacewatch            |
| 383468 -      | 2006 YH38                | 21 dicembre 2006  | Spacewatch            |
| 383469 -      | 2006 YV39                | 22 dicembre 2006  | Spacewatch            |
| 383470 -      | 2006 YC40                | 10 dicembre 2006  | Spacewatch            |
| 383471 -      | 2006 YU51                | 24 dicembre 2006  | Mt. Lemmon Survey     |
| 383472 -      | 2006 YX52                | 27 dicembre 2006  | Mt. Lemmon Survey     |
| 383473 -      | 2007 AB1                 | 8 gennaio 2007    | Mt. Lemmon Survey     |
| 383474 -      | 2007 AC5                 | 8 gennaio 2007    | Mt. Lemmon Survey     |
| 383475 -      | 2007 AU8                 | 11 gennaio 2007   | Sposetti, S.          |
| 383476 -      | 2007 AH29                | 10 gennaio 2007   | Mt. Lemmon Survey     |
| 383477 -      | 2007 AA30                | 9 gennaio 2007    | Spacewatch            |
| 383478 -      | 2007 AM30                | 10 gennaio 2007   | Mt. Lemmon Survey     |
| 383479 -      | 2007 BR                  | 16 gennaio 2007   | LINEAR                |
| 383480 -      | 2007 BU1                 | 16 gennaio 2007   | Mt. Lemmon Survey     |
| 383481 -      | 2007 BZ13                | 17 gennaio 2007   | Spacewatch            |
| 383482 -      | 2007 BN14                | 17 gennaio 2007   | Spacewatch            |
| 383483 -      | 2007 BX14                | 17 gennaio 2007   | Spacewatch            |
| 383484 -      | 2007 BA22                | 24 gennaio 2007   | LINEAR                |
| 383485 -      | 2007 BW23                | 24 gennaio 2007   | Mt. Lemmon Survey     |
| 383486 -      | 2007 BL28                | 24 gennaio 2007   | Mt. Lemmon Survey     |
| 383487 -      | 2007 BV28                | 17 gennaio 2007   | Mt. Lemmon Survey     |
| 383488 -      | 2007 BK40                | 24 gennaio 2007   | Mt. Lemmon Survey     |
| 383489 -      | 2007 BH43                | 24 gennaio 2007   | Mt. Lemmon Survey     |
| 383490 -      | 2007 BQ43                | 24 gennaio 2007   | CSS                   |
| 383491 -      | 2007 BF48                | 26 gennaio 2007   | Spacewatch            |
| 383492 Aubert | 2007 BK50                | 21 gennaio 2007   | Merlin, J.-C.         |
| 383493 -      | 2007 BQ51                | 17 gennaio 2007   | Spacewatch            |
| 383494 -      | 2007 BB56                | 27 novembre 2006  | Mt. Lemmon Survey     |
| 383495 -      | 2007 BX57                | 24 gennaio 2007   | LINEAR                |
| 383496 -      | 2007 BP62                | 10 gennaio 2007   | Mt. Lemmon Survey     |
| 383497 -      | 2007 BW62                | 10 gennaio 2007   | Mt. Lemmon Survey     |
| 383498 -      | 2007 BG74                | 17 gennaio 2007   | Spacewatch            |
| 383499 -      | 2007 BD76                | 28 gennaio 2007   | Spacewatch            |
| 383500 -      | 2007 BK100               | 17 gennaio 2007   | Spacewatch            |

## 383501-383600
| Nome          | Designazione provvisoria | Data di scoperta | Scopritore        |
| ------------- | ------------------------ | ---------------- | ----------------- |
| 383501 -      | 2007 CA1                 | 6 febbraio 2007  | Spacewatch        |
| 383502 -      | 2007 CY1                 | 6 febbraio 2007  | Spacewatch        |
| 383503 -      | 2007 CW9                 | 6 febbraio 2007  | Mt. Lemmon Survey |
| 383504 -      | 2007 CD11                | 6 febbraio 2007  | Mt. Lemmon Survey |
| 383505 -      | 2007 CD16                | 6 febbraio 2007  | Mt. Lemmon Survey |
| 383506 -      | 2007 CU16                | 8 febbraio 2007  | Mt. Lemmon Survey |
| 383507 -      | 2007 CX17                | 8 febbraio 2007  | Mt. Lemmon Survey |
| 383508 Vadrot | 2007 CV18                | 9 febbraio 2007  | Merlin, J.-C.     |
| 383509 -      | 2007 CC20                | 6 febbraio 2007  | NEAT              |
| 383510 -      | 2007 CE21                | 6 febbraio 2007  | Mt. Lemmon Survey |
| 383511 -      | 2007 CC23                | 29 gennaio 2007  | Mt. Lemmon Survey |
| 383512 -      | 2007 CU25                | 9 febbraio 2007  | Spacewatch        |
| 383513 -      | 2007 CC26                | 9 febbraio 2007  | CSS               |
| 383514 -      | 2007 CK34                | 6 febbraio 2007  | Mt. Lemmon Survey |
| 383515 -      | 2007 CO40                | 7 febbraio 2007  | Spacewatch        |
| 383516 -      | 2007 CF45                | 8 febbraio 2007  | NEAT              |
| 383517 -      | 2007 CJ45                | 8 febbraio 2007  | NEAT              |
| 383518 -      | 2007 CO47                | 10 febbraio 2007 | NEAT              |
| 383519 -      | 2007 CX52                | 13 febbraio 2007 | LINEAR            |
| 383520 -      | 2007 CQ55                | 13 dicembre 2006 | Mt. Lemmon Survey |
| 383521 -      | 2007 CV55                | 13 febbraio 2007 | Mt. Lemmon Survey |
| 383522 -      | 2007 CX65                | 8 febbraio 2007  | Spacewatch        |
| 383523 -      | 2007 DE2                 | 16 febbraio 2007 | CSS               |
| 383524 -      | 2007 DD5                 | 17 febbraio 2007 | Spacewatch        |
| 383525 -      | 2007 DT6                 | 17 febbraio 2007 | Mt. Lemmon Survey |
| 383526 -      | 2007 DB18                | 17 febbraio 2007 | Spacewatch        |
| 383527 -      | 2007 DT21                | 17 febbraio 2007 | Spacewatch        |
| 383528 -      | 2007 DN36                | 17 febbraio 2007 | Spacewatch        |
| 383529 -      | 2007 DG41                | 19 febbraio 2007 | Mt. Lemmon Survey |
| 383530 -      | 2007 DE45                | 19 febbraio 2007 | Mt. Lemmon Survey |
| 383531 -      | 2007 DE48                | 21 febbraio 2007 | Mt. Lemmon Survey |
| 383532 -      | 2007 DY48                | 21 febbraio 2007 | Mt. Lemmon Survey |
| 383533 -      | 2007 DW52                | 19 febbraio 2007 | Mt. Lemmon Survey |
| 383534 -      | 2007 DG54                | 21 febbraio 2007 | Spacewatch        |
| 383535 -      | 2007 DS55                | 21 febbraio 2007 | Spacewatch        |
| 383536 -      | 2007 DY55                | 21 febbraio 2007 | Spacewatch        |
| 383537 -      | 2007 DK59                | 1º ottobre 2005  | CSS               |
| 383538 -      | 2007 DT64                | 21 febbraio 2007 | Spacewatch        |
| 383539 -      | 2007 DJ67                | 21 febbraio 2007 | Spacewatch        |
| 383540 -      | 2007 DL70                | 21 febbraio 2007 | Spacewatch        |
| 383541 -      | 2007 DR76                | 23 gennaio 2007  | LONEOS            |
| 383542 -      | 2007 DM83                | 25 febbraio 2007 | Mt. Lemmon Survey |
| 383543 -      | 2007 DN83                | 25 febbraio 2007 | Mt. Lemmon Survey |
| 383544 -      | 2007 DN90                | 23 febbraio 2007 | Spacewatch        |
| 383545 -      | 2007 DQ91                | 23 febbraio 2007 | Mt. Lemmon Survey |
| 383546 -      | 2007 DN92                | 23 febbraio 2007 | Spacewatch        |
| 383547 -      | 2007 DR106               | 17 febbraio 2007 | Mt. Lemmon Survey |
| 383548 -      | 2007 EM4                 | 9 marzo 2007     | Mt. Lemmon Survey |
| 383549 -      | 2007 ET5                 | 27 gennaio 2007  | Mt. Lemmon Survey |
| 383550 -      | 2007 ET8                 | 9 marzo 2007     | Mt. Lemmon Survey |
| 383551 -      | 2007 EA9                 | 9 marzo 2007     | Mt. Lemmon Survey |
| 383552 -      | 2007 EX10                | 9 marzo 2007     | Spacewatch        |
| 383553 -      | 2007 EM15                | 9 febbraio 2007  | Spacewatch        |
| 383554 -      | 2007 EN17                | 9 marzo 2007     | Mt. Lemmon Survey |
| 383555 -      | 2007 EG22                | 7 febbraio 2007  | Spacewatch        |
| 383556 -      | 2007 EH28                | 9 marzo 2007     | Mt. Lemmon Survey |
| 383557 -      | 2007 EC39                | 12 marzo 2007    | Mt. Lemmon Survey |
| 383558 -      | 2007 EQ41                | 9 marzo 2007     | Mt. Lemmon Survey |
| 383559 -      | 2007 EV58                | 9 marzo 2007     | Mt. Lemmon Survey |
| 383560 -      | 2007 EZ72                | 10 marzo 2007    | Spacewatch        |
| 383561 -      | 2007 EV104               | 26 febbraio 2007 | Mt. Lemmon Survey |
| 383562 -      | 2007 EW104               | 11 marzo 2007    | Mt. Lemmon Survey |
| 383563 -      | 2007 EV129               | 9 marzo 2007     | Mt. Lemmon Survey |
| 383564 -      | 2007 EP136               | 10 marzo 2007    | Mt. Lemmon Survey |
| 383565 -      | 2007 ES136               | 10 marzo 2007    | Spacewatch        |
| 383566 -      | 2007 EQ150               | 12 marzo 2007    | Mt. Lemmon Survey |
| 383567 -      | 2007 EQ156               | 12 marzo 2007    | Spacewatch        |
| 383568 -      | 2007 EO158               | 14 marzo 2007    | Mt. Lemmon Survey |
| 383569 -      | 2007 EY161               | 29 gennaio 2007  | Spacewatch        |
| 383570 -      | 2007 EY169               | 14 marzo 2007    | Mt. Lemmon Survey |
| 383571 -      | 2007 EJ179               | 14 marzo 2007    | Spacewatch        |
| 383572 -      | 2007 ES184               | 13 marzo 2007    | CSS               |
| 383573 -      | 2007 ER189               | 13 marzo 2007    | Mt. Lemmon Survey |
| 383574 -      | 2007 ER191               | 13 marzo 2007    | Spacewatch        |
| 383575 -      | 2007 ED198               | 15 marzo 2007    | Spacewatch        |
| 383576 -      | 2007 EA207               | 14 marzo 2007    | Spacewatch        |
| 383577 -      | 2007 EK210               | 8 marzo 2007     | NEAT              |
| 383578 -      | 2007 EA214               | 11 marzo 2007    | Mt. Lemmon Survey |
| 383579 -      | 2007 FU1                 | 17 marzo 2007    | LONEOS            |
| 383580 -      | 2007 FA3                 | 17 marzo 2007    | LONEOS            |
| 383581 -      | 2007 FS22                | 20 marzo 2007    | Spacewatch        |
| 383582 -      | 2007 FN36                | 26 marzo 2007    | Mt. Lemmon Survey |
| 383583 -      | 2007 FP45                | 26 marzo 2007    | Mt. Lemmon Survey |
| 383584 -      | 2007 GD1                 | 9 aprile 2007    | Crni Vrh          |
| 383585 -      | 2007 GP8                 | 7 aprile 2007    | Mt. Lemmon Survey |
| 383586 -      | 2007 GY11                | 11 aprile 2007   | Spacewatch        |
| 383587 -      | 2007 GF16                | 11 marzo 2007    | Mt. Lemmon Survey |
| 383588 -      | 2007 GC33                | 11 aprile 2007   | Spacewatch        |
| 383589 -      | 2007 GQ33                | 11 aprile 2007   | Mt. Lemmon Survey |
| 383590 -      | 2007 GQ45                | 14 aprile 2007   | Spacewatch        |
| 383591 -      | 2007 GU45                | 14 marzo 2007    | Mt. Lemmon Survey |
| 383592 -      | 2007 GC52                | 15 aprile 2007   | Spacewatch        |
| 383593 -      | 2007 GV61                | 15 aprile 2007   | CSS               |
| 383594 -      | 2007 GO70                | 15 aprile 2007   | Mt. Lemmon Survey |
| 383595 -      | 2007 HB1                 | 16 aprile 2007   | CSS               |
| 383596 -      | 2007 HT2                 | 16 aprile 2007   | Mt. Lemmon Survey |
| 383597 -      | 2007 HO9                 | 18 aprile 2007   | Spacewatch        |
| 383598 -      | 2007 HU14                | 20 aprile 2007   | Christophe, B.    |
| 383599 -      | 2007 HH20                | 18 aprile 2007   | Spacewatch        |
| 383600 -      | 2007 HK24                | 18 aprile 2007   | Spacewatch        |

## 383601-383700
| Nome              | Designazione provvisoria | Data di scoperta  | Scopritore               |
| ----------------- | ------------------------ | ----------------- | ------------------------ |
| 383601 -          | 2007 HF29                | 19 aprile 2007    | Mt. Lemmon Survey        |
| 383602 -          | 2007 HU35                | 19 aprile 2007    | Spacewatch               |
| 383603 -          | 2007 HW36                | 19 aprile 2007    | Spacewatch               |
| 383604 -          | 2007 HA42                | 22 aprile 2007    | Mt. Lemmon Survey        |
| 383605 -          | 2007 HW76                | 23 aprile 2007    | Spacewatch               |
| 383606 -          | 2007 HP83                | 23 aprile 2007    | Spacewatch               |
| 383607 -          | 2007 JC10                | 5 maggio 2007     | Bickel, W.               |
| 383608 -          | 2007 JX17                | 7 maggio 2007     | Mt. Lemmon Survey        |
| 383609 -          | 2007 JJ20                | 11 maggio 2007    | Mt. Lemmon Survey        |
| 383610 -          | 2007 JJ35                | 14 maggio 2007    | Siding Spring Survey     |
| 383611 -          | 2007 JF42                | 11 maggio 2007    | Spacewatch               |
| 383612 -          | 2007 KD3                 | 21 maggio 2007    | CSS                      |
| 383613 -          | 2007 KW7                 | 16 aprile 2007    | CSS                      |
| 383614 -          | 2007 LL3                 | 13 maggio 2007    | Spacewatch               |
| 383615 -          | 2007 LQ12                | 9 giugno 2007     | Spacewatch               |
| 383616 -          | 2007 LW21                | 12 giugno 2007    | Spacewatch               |
| 383617 -          | 2007 MS                  | 16 giugno 2007    | Spacewatch               |
| 383618 -          | 2007 ME21                | 21 giugno 2007    | Mt. Lemmon Survey        |
| 383619 -          | 2007 MP27                | 23 giugno 2007    | Siding Spring Survey     |
| 383620 -          | 2007 NG3                 | 13 luglio 2007    | Young, J. W.             |
| 383621 -          | 2007 NQ5                 | 13 luglio 2007    | LUSS                     |
| 383622 Luigivolta | 2007 PJ9                 | 11 agosto 2007    | Casulli, V. S.           |
| 383623 -          | 2007 PF12                | 10 agosto 2007    | Hoenig, S. F., Teamo, N. |
| 383624 -          | 2007 PH21                | 9 agosto 2007     | LINEAR                   |
| 383625 -          | 2007 PK34                | 8 agosto 2007     | LINEAR                   |
| 383626 -          | 2007 QE15                | 4 maggio 2006     | Spacewatch               |
| 383627 -          | 2007 RO42                | 8 marzo 2005      | Spacewatch               |
| 383628 -          | 2007 RF67                | 10 settembre 2007 | Mt. Lemmon Survey        |
| 383629 -          | 2007 RO77                | 10 settembre 2007 | Mt. Lemmon Survey        |
| 383630 -          | 2007 RW93                | 10 settembre 2007 | Spacewatch               |
| 383631 -          | 2007 RD95                | 10 settembre 2007 | Spacewatch               |
| 383632 -          | 2007 RH162               | 12 settembre 2007 | LONEOS                   |
| 383633 -          | 2007 RY162               | 10 agosto 2007    | Spacewatch               |
| 383634 -          | 2007 RH170               | 24 agosto 2007    | Spacewatch               |
| 383635 -          | 2007 RC173               | 10 settembre 2007 | Spacewatch               |
| 383636 -          | 2007 RL208               | 10 settembre 2007 | Spacewatch               |
| 383637 -          | 2007 RH226               | 10 settembre 2007 | Spacewatch               |
| 383638 -          | 2007 RT247               | 13 settembre 2007 | CSS                      |
| 383639 -          | 2007 RF251               | 20 dicembre 2004  | Mt. Lemmon Survey        |
| 383640 -          | 2007 RE288               | 11 settembre 2007 | Spacewatch               |
| 383641 -          | 2007 RW291               | 12 settembre 2007 | Mt. Lemmon Survey        |
| 383642 -          | 2007 RJ292               | 12 settembre 2007 | Mt. Lemmon Survey        |
| 383643 -          | 2007 RN292               | 12 settembre 2007 | Mt. Lemmon Survey        |
| 383644 -          | 2007 RD294               | 13 settembre 2007 | Spacewatch               |
| 383645 -          | 2007 RA298               | 5 settembre 2007  | CSS                      |
| 383646 -          | 2007 RJ316               | 5 settembre 2007  | LONEOS                   |
| 383647 -          | 2007 RB324               | 14 settembre 2007 | LINEAR                   |
| 383648 -          | 2007 SU6                 | 16 ottobre 1998   | Spacewatch               |
| 383649 -          | 2007 SL9                 | 18 settembre 2007 | Spacewatch               |
| 383650 -          | 2007 SN18                | 20 settembre 2007 | Siding Spring Survey     |
| 383651 -          | 2007 TD15                | 8 ottobre 2007    | CSS                      |
| 383652 -          | 2007 TT37                | 4 ottobre 2007    | CSS                      |
| 383653 -          | 2007 TK46                | 8 ottobre 2007    | CSS                      |
| 383654 -          | 2007 TD52                | 4 ottobre 2007    | Spacewatch               |
| 383655 -          | 2007 TD99                | 8 ottobre 2007    | Mt. Lemmon Survey        |
| 383656 -          | 2007 TE101               | 8 ottobre 2007    | Mt. Lemmon Survey        |
| 383657 -          | 2007 TR102               | 8 ottobre 2007    | Mt. Lemmon Survey        |
| 383658 -          | 2007 TZ109               | 7 ottobre 2007    | CSS                      |
| 383659 -          | 2007 TB110               | 5 settembre 2007  | CSS                      |
| 383660 -          | 2007 TS128               | 6 ottobre 2007    | Spacewatch               |
| 383661 -          | 2007 TL133               | 7 ottobre 2007    | Mt. Lemmon Survey        |
| 383662 -          | 2007 TG137               | 8 ottobre 2007    | CSS                      |
| 383663 -          | 2007 TX138               | 9 ottobre 2007    | CSS                      |
| 383664 -          | 2007 TB141               | 9 ottobre 2007    | Spacewatch               |
| 383665 -          | 2007 TG155               | 15 settembre 2007 | LONEOS                   |
| 383666 -          | 2007 TK160               | 9 ottobre 2007    | LINEAR                   |
| 383667 -          | 2007 TY167               | 12 ottobre 2007   | LINEAR                   |
| 383668 -          | 2007 TB173               | 10 settembre 2007 | Mt. Lemmon Survey        |
| 383669 -          | 2007 TJ175               | 4 ottobre 2007    | Spacewatch               |
| 383670 -          | 2007 TQ175               | 4 ottobre 2007    | Spacewatch               |
| 383671 -          | 2007 TH180               | 8 ottobre 2007    | Spacewatch               |
| 383672 -          | 2007 TC183               | 8 ottobre 2007    | PMO NEO Survey Program   |
| 383673 -          | 2007 TY186               | 20 settembre 2007 | Spacewatch               |
| 383674 -          | 2007 TY210               | 7 ottobre 2007    | Spacewatch               |
| 383675 -          | 2007 TL211               | 7 ottobre 2007    | Spacewatch               |
| 383676 -          | 2007 TT214               | 7 ottobre 2007    | CSS                      |
| 383677 -          | 2007 TS225               | 8 ottobre 2007    | Mt. Lemmon Survey        |
| 383678 -          | 2007 TA234               | 8 ottobre 2007    | Spacewatch               |
| 383679 -          | 2007 TL235               | 9 ottobre 2007    | Mt. Lemmon Survey        |
| 383680 -          | 2007 TU240               | 5 ottobre 2007    | Siding Spring Survey     |
| 383681 -          | 2007 TV243               | 8 ottobre 2007    | CSS                      |
| 383682 -          | 2007 TC244               | 8 ottobre 2007    | CSS                      |
| 383683 -          | 2007 TO250               | 11 ottobre 2007   | Mt. Lemmon Survey        |
| 383684 -          | 2007 TU261               | 10 ottobre 2007   | Spacewatch               |
| 383685 -          | 2007 TX266               | 25 settembre 2007 | Mt. Lemmon Survey        |
| 383686 -          | 2007 TR271               | 9 ottobre 2007    | Spacewatch               |
| 383687 -          | 2007 TU304               | 13 ottobre 2007   | Mt. Lemmon Survey        |
| 383688 -          | 2007 TX314               | 18 settembre 1995 | Spacewatch               |
| 383689 -          | 2007 TD319               | 12 ottobre 2007   | Spacewatch               |
| 383690 -          | 2007 TT343               | 10 ottobre 2007   | Mt. Lemmon Survey        |
| 383691 -          | 2007 TY354               | 16 maggio 2005    | Spacewatch               |
| 383692 -          | 2007 TW360               | 14 ottobre 2007   | Mt. Lemmon Survey        |
| 383693 -          | 2007 TG382               | 14 ottobre 2007   | Spacewatch               |
| 383694 -          | 2007 TS383               | 14 ottobre 2007   | Spacewatch               |
| 383695 -          | 2007 TZ385               | 15 ottobre 2007   | CSS                      |
| 383696 -          | 2007 TO403               | 15 ottobre 2007   | Spacewatch               |
| 383697 -          | 2007 TF406               | 15 ottobre 2007   | Spacewatch               |
| 383698 -          | 2007 TU407               | 15 ottobre 2007   | Mt. Lemmon Survey        |
| 383699 -          | 2007 TV408               | 14 ottobre 2007   | CSS                      |
| 383700 -          | 2007 TV421               | 13 settembre 2007 | CSS                      |

## 383701-383800
| Nome     | Designazione provvisoria | Data di scoperta  | Scopritore             |
| -------- | ------------------------ | ----------------- | ---------------------- |
| 383701 - | 2007 TT426               | 9 ottobre 2007    | Spacewatch             |
| 383702 - | 2007 TK436               | 4 settembre 2007  | CSS                    |
| 383703 - | 2007 TK441               | 10 ottobre 2007   | CSS                    |
| 383704 - | 2007 TV441               | 8 ottobre 2007    | CSS                    |
| 383705 - | 2007 TT444               | 10 ottobre 2007   | Spacewatch             |
| 383706 - | 2007 TA445               | 13 settembre 2007 | CSS                    |
| 383707 - | 2007 TN445               | 6 ottobre 2007    | LINEAR                 |
| 383708 - | 2007 TX449               | 10 ottobre 2007   | Spacewatch             |
| 383709 - | 2007 TY450               | 13 ottobre 2007   | Mt. Lemmon Survey      |
| 383710 - | 2007 UB                  | 16 ottobre 2007   | Lowe, A.               |
| 383711 - | 2007 UG5                 | 10 ottobre 2007   | Spacewatch             |
| 383712 - | 2007 UG8                 | 16 ottobre 2007   | CSS                    |
| 383713 - | 2007 UW24                | 8 ottobre 2007    | Spacewatch             |
| 383714 - | 2007 UU37                | 19 ottobre 2007   | CSS                    |
| 383715 - | 2007 UL43                | 18 ottobre 2007   | Spacewatch             |
| 383716 - | 2007 UY45                | 19 ottobre 2007   | CSS                    |
| 383717 - | 2007 UA46                | 10 marzo 2005     | Mt. Lemmon Survey      |
| 383718 - | 2007 UD48                | 20 ottobre 2007   | Mt. Lemmon Survey      |
| 383719 - | 2007 UN59                | 10 settembre 2007 | Mt. Lemmon Survey      |
| 383720 - | 2007 UW72                | 31 ottobre 2007   | Mt. Lemmon Survey      |
| 383721 - | 2007 UD77                | 31 ottobre 2007   | Mt. Lemmon Survey      |
| 383722 - | 2007 UN79                | 30 ottobre 2007   | Mt. Lemmon Survey      |
| 383723 - | 2007 UR81                | 30 ottobre 2007   | Spacewatch             |
| 383724 - | 2007 UJ87                | 30 ottobre 2007   | Spacewatch             |
| 383725 - | 2007 UE89                | 30 ottobre 2007   | Mt. Lemmon Survey      |
| 383726 - | 2007 UD94                | 12 settembre 2007 | Mt. Lemmon Survey      |
| 383727 - | 2007 UK99                | 14 settembre 2007 | Mt. Lemmon Survey      |
| 383728 - | 2007 UF100               | 30 ottobre 2007   | Spacewatch             |
| 383729 - | 2007 UU120               | 9 ottobre 2007    | Spacewatch             |
| 383730 - | 2007 UW122               | 30 ottobre 2007   | Spacewatch             |
| 383731 - | 2007 US128               | 21 ottobre 2007   | Mt. Lemmon Survey      |
| 383732 - | 2007 UH136               | 16 ottobre 2007   | CSS                    |
| 383733 - | 2007 UC140               | 16 ottobre 2007   | Mt. Lemmon Survey      |
| 383734 - | 2007 VS4                 | 5 gennaio 2003    | LINEAR                 |
| 383735 - | 2007 VA11                | 1º novembre 2007  | Spacewatch             |
| 383736 - | 2007 VR13                | 1º novembre 2007  | Spacewatch             |
| 383737 - | 2007 VW14                | 1º novembre 2007  | Spacewatch             |
| 383738 - | 2007 VA30                | 5 ottobre 2007    | Spacewatch             |
| 383739 - | 2007 VD33                | 2 novembre 2007   | Spacewatch             |
| 383740 - | 2007 VY47                | 9 ottobre 2007    | Spacewatch             |
| 383741 - | 2007 VN50                | 9 ottobre 2007    | Spacewatch             |
| 383742 - | 2007 VM54                | 1º novembre 2007  | Spacewatch             |
| 383743 - | 2007 VB61                | 1º novembre 2007  | Spacewatch             |
| 383744 - | 2007 VA84                | 5 novembre 2007   | PMO NEO Survey Program |
| 383745 - | 2007 VL90                | 4 novembre 2007   | LINEAR                 |
| 383746 - | 2007 VA93                | 3 novembre 2007   | LINEAR                 |
| 383747 - | 2007 VO95                | 8 novembre 2007   | LINEAR                 |
| 383748 - | 2007 VO97                | 1º novembre 2007  | Spacewatch             |
| 383749 - | 2007 VD114               | 3 novembre 2007   | Spacewatch             |
| 383750 - | 2007 VS117               | 4 novembre 2007   | Mt. Lemmon Survey      |
| 383751 - | 2007 VH118               | 4 novembre 2007   | CSS                    |
| 383752 - | 2007 VR122               | 5 novembre 2007   | Spacewatch             |
| 383753 - | 2007 VH146               | 4 novembre 2007   | Spacewatch             |
| 383754 - | 2007 VF148               | 4 novembre 2007   | Spacewatch             |
| 383755 - | 2007 VP169               | 5 novembre 2007   | Spacewatch             |
| 383756 - | 2007 VQ186               | 12 novembre 2007  | BATTeRS                |
| 383757 - | 2007 VQ190               | 5 novembre 2007   | CSS                    |
| 383758 - | 2007 VH201               | 9 novembre 2007   | Mt. Lemmon Survey      |
| 383759 - | 2007 VY217               | 9 novembre 2007   | Spacewatch             |
| 383760 - | 2007 VT221               | 26 settembre 2007 | Mt. Lemmon Survey      |
| 383761 - | 2007 VJ227               | 12 novembre 2007  | CSS                    |
| 383762 - | 2007 VE228               | 12 novembre 2007  | Mt. Lemmon Survey      |
| 383763 - | 2007 VL232               | 16 ottobre 2007   | Mt. Lemmon Survey      |
| 383764 - | 2007 VE233               | 7 novembre 2007   | CSS                    |
| 383765 - | 2007 VT233               | 8 novembre 2007   | Spacewatch             |
| 383766 - | 2007 VU237               | 11 novembre 2007  | LONEOS                 |
| 383767 - | 2007 VV239               | 15 settembre 2007 | Mt. Lemmon Survey      |
| 383768 - | 2007 VU241               | 12 novembre 2007  | CSS                    |
| 383769 - | 2007 VF242               | 5 novembre 2007   | PMO NEO Survey Program |
| 383770 - | 2007 VO250               | 15 novembre 2007  | Mt. Lemmon Survey      |
| 383771 - | 2007 VM255               | 12 novembre 2007  | Mt. Lemmon Survey      |
| 383772 - | 2007 VP287               | 12 novembre 2007  | Mt. Lemmon Survey      |
| 383773 - | 2007 VT298               | 11 novembre 2007  | CSS                    |
| 383774 - | 2007 VY299               | 12 novembre 2007  | CSS                    |
| 383775 - | 2007 VC301               | 15 novembre 2007  | CSS                    |
| 383776 - | 2007 VJ303               | 2 novembre 2007   | CSS                    |
| 383777 - | 2007 VK309               | 12 novembre 2007  | Mt. Lemmon Survey      |
| 383778 - | 2007 VX315               | 8 novembre 2007   | CSS                    |
| 383779 - | 2007 VP318               | 15 ottobre 2007   | Mt. Lemmon Survey      |
| 383780 - | 2007 VB320               | 14 ottobre 2007   | CSS                    |
| 383781 - | 2007 VV322               | 2 novembre 2007   | LINEAR                 |
| 383782 - | 2007 VH323               | 2 novembre 2007   | PMO NEO Survey Program |
| 383783 - | 2007 VH330               | 3 novembre 2007   | Mt. Lemmon Survey      |
| 383784 - | 2007 VP332               | 8 novembre 2007   | Mt. Lemmon Survey      |
| 383785 - | 2007 WQ                  | 17 ottobre 2007   | Mt. Lemmon Survey      |
| 383786 - | 2007 WX6                 | 18 novembre 2007  | LINEAR                 |
| 383787 - | 2007 WQ10                | 17 novembre 2007  | Mt. Lemmon Survey      |
| 383788 - | 2007 WS13                | 18 novembre 2007  | CSS                    |
| 383789 - | 2007 WN18                | 18 novembre 2007  | Mt. Lemmon Survey      |
| 383790 - | 2007 WX18                | 18 novembre 2007  | Mt. Lemmon Survey      |
| 383791 - | 2007 WV22                | 17 novembre 2007  | Mt. Lemmon Survey      |
| 383792 - | 2007 WX41                | 18 novembre 2007  | Mt. Lemmon Survey      |
| 383793 - | 2007 WH42                | 18 novembre 2007  | Mt. Lemmon Survey      |
| 383794 - | 2007 WX44                | 20 novembre 2007  | Mt. Lemmon Survey      |
| 383795 - | 2007 WD48                | 20 novembre 2007  | Mt. Lemmon Survey      |
| 383796 - | 2007 WO49                | 20 novembre 2007  | Mt. Lemmon Survey      |
| 383797 - | 2007 XX                  | 3 dicembre 2007   | Sheridan, E.           |
| 383798 - | 2007 XK5                 | 4 dicembre 2007   | Spacewatch             |
| 383799 - | 2007 XO34                | 2 novembre 2007   | LINEAR                 |
| 383800 - | 2007 YO21                | 16 dicembre 2007  | Spacewatch             |

## 383801-383900
| Nome     | Designazione provvisoria | Data di scoperta  | Scopritore           |
| -------- | ------------------------ | ----------------- | -------------------- |
| 383801 - | 2007 YZ26                | 5 dicembre 2007   | Spacewatch           |
| 383802 - | 2007 YQ30                | 28 dicembre 2007  | Spacewatch           |
| 383803 - | 2007 YD49                | 3 novembre 2007   | Mt. Lemmon Survey    |
| 383804 - | 2007 YQ52                | 30 dicembre 2007  | CSS                  |
| 383805 - | 2007 YQ65                | 31 dicembre 2007  | Spacewatch           |
| 383806 - | 2007 YN69                | 30 dicembre 2007  | Spacewatch           |
| 383807 - | 2007 YQ69                | 30 dicembre 2007  | Spacewatch           |
| 383808 - | 2007 YB72                | 18 dicembre 2007  | Mt. Lemmon Survey    |
| 383809 - | 2008 AC6                 | 10 gennaio 2008   | Mt. Lemmon Survey    |
| 383810 - | 2008 AD6                 | 16 ottobre 2007   | Mt. Lemmon Survey    |
| 383811 - | 2008 AE34                | 10 gennaio 2008   | Spacewatch           |
| 383812 - | 2008 AV71                | 13 gennaio 2008   | Mt. Lemmon Survey    |
| 383813 - | 2008 AQ94                | 14 gennaio 2008   | Spacewatch           |
| 383814 - | 2008 BE19                | 17 dicembre 2007  | Mt. Lemmon Survey    |
| 383815 - | 2008 BX52                | 16 gennaio 2008   | Spacewatch           |
| 383816 - | 2008 CP32                | 2 febbraio 2008   | Spacewatch           |
| 383817 - | 2008 CU72                | 9 febbraio 2008   | Christophe, B.       |
| 383818 - | 2008 CL106               | 9 febbraio 2008   | Mt. Lemmon Survey    |
| 383819 - | 2008 CT174               | 19 gennaio 2008   | Mt. Lemmon Survey    |
| 383820 - | 2008 DZ18                | 27 febbraio 2008  | Spacewatch           |
| 383821 - | 2008 DN32                | 11 gennaio 2008   | Mt. Lemmon Survey    |
| 383822 - | 2008 DC48                | 28 febbraio 2008  | Mt. Lemmon Survey    |
| 383823 - | 2008 EE12                | 1º marzo 2008     | Spacewatch           |
| 383824 - | 2008 EY38                | 4 marzo 2008      | Spacewatch           |
| 383825 - | 2008 EG73                | 14 febbraio 2008  | Mt. Lemmon Survey    |
| 383826 - | 2008 ES83                | 12 febbraio 2008  | Mt. Lemmon Survey    |
| 383827 - | 2008 EU142               | 13 marzo 2008     | Spacewatch           |
| 383828 - | 2008 FK50                | 28 marzo 2008     | Spacewatch           |
| 383829 - | 2008 FB66                | 28 marzo 2008     | Mt. Lemmon Survey    |
| 383830 - | 2008 FN66                | 28 marzo 2008     | Spacewatch           |
| 383831 - | 2008 FZ67                | 13 febbraio 2008  | Mt. Lemmon Survey    |
| 383832 - | 2008 FR69                | 28 marzo 2008     | Spacewatch           |
| 383833 - | 2008 FS99                | 30 marzo 2008     | Spacewatch           |
| 383834 - | 2008 FS102               | 30 marzo 2008     | Spacewatch           |
| 383835 - | 2008 FD132               | 16 marzo 2008     | Spacewatch           |
| 383836 - | 2008 GJ68                | 6 aprile 2008     | Spacewatch           |
| 383837 - | 2008 GV73                | 7 aprile 2008     | Spacewatch           |
| 383838 - | 2008 GA100               | 9 aprile 2008     | Spacewatch           |
| 383839 - | 2008 GM102               | 10 aprile 2008    | Spacewatch           |
| 383840 - | 2008 GT123               | 11 marzo 2008     | Spacewatch           |
| 383841 - | 2008 HP18                | 15 aprile 2008    | Mt. Lemmon Survey    |
| 383842 - | 2008 JY2                 | 30 gennaio 2008   | Mt. Lemmon Survey    |
| 383843 - | 2008 JA18                | 4 maggio 2008     | Spacewatch           |
| 383844 - | 2008 JD20                | 7 maggio 2008     | Tozzi, F.            |
| 383845 - | 2008 JE22                | 1º ottobre 2005   | Mt. Lemmon Survey    |
| 383846 - | 2008 JN26                | 15 aprile 2008    | CSS                  |
| 383847 - | 2008 JD38                | 4 maggio 2008     | Spacewatch           |
| 383848 - | 2008 KT10                | 29 maggio 2008    | Mt. Lemmon Survey    |
| 383849 - | 2008 LM4                 | 3 giugno 2008     | Mt. Lemmon Survey    |
| 383850 - | 2008 OU1                 | 16 giugno 2008    | CSS                  |
| 383851 - | 2008 OQ6                 | 25 luglio 2008    | Siding Spring Survey |
| 383852 - | 2008 OF22                | 30 luglio 2008    | Spacewatch           |
| 383853 - | 2008 OO23                | 28 luglio 2008    | CSS                  |
| 383854 - | 2008 PA2                 | 3 agosto 2008     | OAM                  |
| 383855 - | 2008 PO5                 | 1º agosto 2008    | OAM                  |
| 383856 - | 2008 PH12                | 10 agosto 2008    | Crni Vrh             |
| 383857 - | 2008 PQ17                | 10 agosto 2008    | Kugel, F.            |
| 383858 - | 2008 PD21                | 5 agosto 2008     | Siding Spring Survey |
| 383859 - | 2008 QG                  | 27 gennaio 2003   | LONEOS               |
| 383860 - | 2008 QB4                 | 24 agosto 2008    | Ries, W.             |
| 383861 - | 2008 QU5                 | 6 agosto 2008     | Siding Spring Survey |
| 383862 - | 2008 QR24                | 30 agosto 2008    | Kugel, F.            |
| 383863 - | 2008 QO29                | 24 agosto 2008    | OAM                  |
| 383864 - | 2008 QU44                | 23 agosto 2008    | Siding Spring Survey |
| 383865 - | 2008 QE45                | 26 agosto 2008    | LINEAR               |
| 383866 - | 2008 QO45                | 30 agosto 2008    | LINEAR               |
| 383867 - | 2008 RZ23                | 30 agosto 2008    | LINEAR               |
| 383868 - | 2008 RK25                | 5 settembre 2008  | Tucker, R. A.        |
| 383869 - | 2008 RA26                | 2 settembre 2008  | Kugel, F.            |
| 383870 - | 2008 RJ36                | 2 settembre 2008  | Spacewatch           |
| 383871 - | 2008 RF38                | 2 settembre 2008  | Spacewatch           |
| 383872 - | 2008 RO49                | 7 febbraio 2006   | CSS                  |
| 383873 - | 2008 RZ50                | 3 settembre 2008  | Spacewatch           |
| 383874 - | 2008 RX62                | 4 settembre 2008  | Spacewatch           |
| 383875 - | 2008 RA64                | 4 settembre 2008  | Spacewatch           |
| 383876 - | 2008 RF75                | 6 settembre 2008  | CSS                  |
| 383877 - | 2008 RM96                | 7 settembre 2008  | Mt. Lemmon Survey    |
| 383878 - | 2008 RW100               | 5 settembre 2008  | Spacewatch           |
| 383879 - | 2008 RE108               | 9 settembre 2008  | Spacewatch           |
| 383880 - | 2008 RQ108               | 10 settembre 2008 | Spacewatch           |
| 383881 - | 2008 RO115               | 7 settembre 2008  | Mt. Lemmon Survey    |
| 383882 - | 2008 RJ129               | 9 settembre 2008  | Mt. Lemmon Survey    |
| 383883 - | 2008 RU136               | 4 settembre 2008  | Spacewatch           |
| 383884 - | 2008 RT137               | 5 settembre 2008  | Spacewatch           |
| 383885 - | 2008 RN139               | 7 settembre 2008  | Mt. Lemmon Survey    |
| 383886 - | 2008 RH140               | 9 settembre 2008  | CSS                  |
| 383887 - | 2008 RO142               | 7 settembre 2008  | LINEAR               |
| 383888 - | 2008 RB146               | 5 settembre 2008  | LINEAR               |
| 383889 - | 2008 SF1                 | 21 settembre 2008 | Tozzi, F.            |
| 383890 - | 2008 SM4                 | 22 agosto 2008    | Spacewatch           |
| 383891 - | 2008 SV5                 | 22 settembre 2008 | LINEAR               |
| 383892 - | 2008 SK6                 | 22 settembre 2008 | LINEAR               |
| 383893 - | 2008 SR28                | 4 settembre 2008  | Spacewatch           |
| 383894 - | 2008 ST30                | 20 settembre 2008 | Spacewatch           |
| 383895 - | 2008 SG36                | 20 settembre 2008 | Spacewatch           |
| 383896 - | 2008 SA41                | 20 settembre 2008 | CSS                  |
| 383897 - | 2008 ST44                | 20 settembre 2008 | Spacewatch           |
| 383898 - | 2008 SQ45                | 20 settembre 2008 | Spacewatch           |
| 383899 - | 2008 SD47                | 20 settembre 2008 | Spacewatch           |
| 383900 - | 2008 SA52                | 20 settembre 2008 | Mt. Lemmon Survey    |

## 383901-384000
| Nome     | Designazione provvisoria | Data di scoperta  | Scopritore                        |
| -------- | ------------------------ | ----------------- | --------------------------------- |
| 383901 - | 2008 SN52                | 20 settembre 2008 | Mt. Lemmon Survey                 |
| 383902 - | 2008 SC58                | 20 settembre 2008 | Spacewatch                        |
| 383903 - | 2008 SV66                | 21 settembre 2008 | CSS                               |
| 383904 - | 2008 SD69                | 4 settembre 2008  | Spacewatch                        |
| 383905 - | 2008 SQ72                | 22 settembre 2008 | Spacewatch                        |
| 383906 - | 2008 ST75                | 23 settembre 2008 | Mt. Lemmon Survey                 |
| 383907 - | 2008 SP79                | 23 settembre 2008 | Mt. Lemmon Survey                 |
| 383908 - | 2008 SE84                | 25 settembre 2008 | Kugel, F.                         |
| 383909 - | 2008 SC88                | 20 settembre 2008 | CSS                               |
| 383910 - | 2008 SK91                | 9 settembre 2008  | Mt. Lemmon Survey                 |
| 383911 - | 2008 SN101               | 21 settembre 2008 | Spacewatch                        |
| 383912 - | 2008 ST114               | 22 settembre 2008 | Spacewatch                        |
| 383913 - | 2008 SP121               | 22 settembre 2008 | Mt. Lemmon Survey                 |
| 383914 - | 2008 SX122               | 22 settembre 2008 | Mt. Lemmon Survey                 |
| 383915 - | 2008 SZ125               | 22 settembre 2008 | Mt. Lemmon Survey                 |
| 383916 - | 2008 SZ127               | 22 settembre 2008 | Spacewatch                        |
| 383917 - | 2008 SG128               | 22 settembre 2008 | Spacewatch                        |
| 383918 - | 2008 ST131               | 22 settembre 2008 | Spacewatch                        |
| 383919 - | 2008 SX145               | 22 settembre 2008 | Tucker, R. A.                     |
| 383920 - | 2008 SM147               | 24 settembre 2008 | Bickel, W.                        |
| 383921 - | 2008 SM152               | 24 settembre 2008 | Mt. Lemmon Survey                 |
| 383922 - | 2008 SO162               | 28 settembre 2008 | LINEAR                            |
| 383923 - | 2008 SE166               | 28 settembre 2008 | LINEAR                            |
| 383924 - | 2008 SJ167               | 28 settembre 2008 | LINEAR                            |
| 383925 - | 2008 SK173               | 22 settembre 2008 | CSS                               |
| 383926 - | 2008 SC174               | 22 settembre 2008 | CSS                               |
| 383927 - | 2008 SM175               | 27 dicembre 2000  | Spacewatch                        |
| 383928 - | 2008 SR188               | 25 settembre 2008 | Spacewatch                        |
| 383929 - | 2008 ST192               | 25 settembre 2008 | Spacewatch                        |
| 383930 - | 2008 SB194               | 25 settembre 2008 | Spacewatch                        |
| 383931 - | 2008 SM199               | 26 settembre 2008 | Spacewatch                        |
| 383932 - | 2008 SE200               | 26 settembre 2008 | Spacewatch                        |
| 383933 - | 2008 SU201               | 26 settembre 2008 | Spacewatch                        |
| 383934 - | 2008 SJ203               | 26 settembre 2008 | Spacewatch                        |
| 383935 - | 2008 SA218               | 30 settembre 2008 | Spacewatch                        |
| 383936 - | 2008 SW219               | 1º novembre 1999  | Spacewatch                        |
| 383937 - | 2008 SP221               | 25 settembre 2008 | Mt. Lemmon Survey                 |
| 383938 - | 2008 SU228               | 15 dicembre 2004  | Spacewatch                        |
| 383939 - | 2008 SV239               | 21 settembre 2008 | Spacewatch                        |
| 383940 - | 2008 SO240               | 29 settembre 2008 | Spacewatch                        |
| 383941 - | 2008 SL244               | 26 settembre 2008 | Spacewatch                        |
| 383942 - | 2008 SZ258               | 23 settembre 2008 | CSS                               |
| 383943 - | 2008 SR260               | 23 settembre 2008 | CSS                               |
| 383944 - | 2008 SX263               | 24 settembre 2008 | Mt. Lemmon Survey                 |
| 383945 - | 2008 ST268               | 29 settembre 2008 | CSS                               |
| 383946 - | 2008 SU268               | 29 settembre 2008 | CSS                               |
| 383947 - | 2008 SF272               | 30 settembre 2008 | Mt. Lemmon Survey                 |
| 383948 - | 2008 SH274               | 19 settembre 2008 | Spacewatch                        |
| 383949 - | 2008 SG281               | 29 settembre 2008 | Mt. Lemmon Survey                 |
| 383950 - | 2008 SG286               | 22 settembre 2008 | Spacewatch                        |
| 383951 - | 2008 SK306               | 28 settembre 2008 | Mt. Lemmon Survey                 |
| 383952 - | 2008 SH307               | 29 settembre 2008 | Mt. Lemmon Survey                 |
| 383953 - | 2008 TV                  | 2 ottobre 2008    | Birtwhistle, P.                   |
| 383954 - | 2008 TG1                 | 1º ottobre 2008   | Astronomical Research Observatory |
| 383955 - | 2008 TE6                 | 22 settembre 2008 | Mt. Lemmon Survey                 |
| 383956 - | 2008 TA7                 | 3 ottobre 2008    | OAM                               |
| 383957 - | 2008 TE8                 | 4 ottobre 2008    | OAM                               |
| 383958 - | 2008 TL22                | 1º ottobre 2008   | Spacewatch                        |
| 383959 - | 2008 TP32                | 1º ottobre 2008   | Spacewatch                        |
| 383960 - | 2008 TM34                | 1º ottobre 2008   | Spacewatch                        |
| 383961 - | 2008 TD36                | 1º ottobre 2008   | Mt. Lemmon Survey                 |
| 383962 - | 2008 TH39                | 1º ottobre 2008   | Spacewatch                        |
| 383963 - | 2008 TC41                | 1º ottobre 2008   | Mt. Lemmon Survey                 |
| 383964 - | 2008 TP44                | 1º ottobre 2008   | Mt. Lemmon Survey                 |
| 383965 - | 2008 TE47                | 1º ottobre 2008   | Spacewatch                        |
| 383966 - | 2008 TQ51                | 2 ottobre 2008    | Spacewatch                        |
| 383967 - | 2008 TZ55                | 2 ottobre 2008    | Spacewatch                        |
| 383968 - | 2008 TT57                | 2 ottobre 2008    | Spacewatch                        |
| 383969 - | 2008 TU57                | 2 ottobre 2008    | Spacewatch                        |
| 383970 - | 2008 TU63                | 2 ottobre 2008    | Spacewatch                        |
| 383971 - | 2008 TC68                | 2 ottobre 2008    | Spacewatch                        |
| 383972 - | 2008 TF83                | 3 ottobre 2008    | Spacewatch                        |
| 383973 - | 2008 TL88                | 3 ottobre 2008    | Spacewatch                        |
| 383974 - | 2008 TA92                | 23 settembre 2008 | CSS                               |
| 383975 - | 2008 TM99                | 24 settembre 2008 | Spacewatch                        |
| 383976 - | 2008 TP102               | 6 ottobre 2008    | Spacewatch                        |
| 383977 - | 2008 TK105               | 6 ottobre 2008    | Spacewatch                        |
| 383978 - | 2008 TK106               | 6 ottobre 2008    | Spacewatch                        |
| 383979 - | 2008 TO106               | 20 settembre 2008 | Spacewatch                        |
| 383980 - | 2008 TB115               | 6 ottobre 2008    | CSS                               |
| 383981 - | 2008 TS115               | 6 ottobre 2008    | CSS                               |
| 383982 - | 2008 TJ116               | 6 ottobre 2008    | CSS                               |
| 383983 - | 2008 TA122               | 7 ottobre 2008    | CSS                               |
| 383984 - | 2008 TE122               | 7 ottobre 2008    | CSS                               |
| 383985 - | 2008 TT130               | 8 ottobre 2008    | Mt. Lemmon Survey                 |
| 383986 - | 2008 TU132               | 8 ottobre 2008    | Mt. Lemmon Survey                 |
| 383987 - | 2008 TY139               | 8 ottobre 2008    | Mt. Lemmon Survey                 |
| 383988 - | 2008 TQ154               | 9 ottobre 2008    | Spacewatch                        |
| 383989 - | 2008 TX160               | 2 ottobre 2008    | Spacewatch                        |
| 383990 - | 2008 TA161               | 6 ottobre 2008    | Spacewatch                        |
| 383991 - | 2008 TP163               | 1º ottobre 2008   | Spacewatch                        |
| 383992 - | 2008 TJ165               | 2 ottobre 2008    | Mt. Lemmon Survey                 |
| 383993 - | 2008 TR165               | 4 ottobre 2008    | Mt. Lemmon Survey                 |
| 383994 - | 2008 TG166               | 6 ottobre 2008    | Mt. Lemmon Survey                 |
| 383995 - | 2008 TG169               | 7 ottobre 2008    | Spacewatch                        |
| 383996 - | 2008 TL180               | 7 settembre 2008  | CSS                               |
| 383997 - | 2008 UO2                 | 22 ottobre 2008   | Tucker, R. A.                     |
| 383998 - | 2008 UH10                | 17 ottobre 2008   | Spacewatch                        |
| 383999 - | 2008 UR11                | 17 ottobre 2008   | Spacewatch                        |
| 384000 - | 2008 UJ13                | 17 ottobre 2008   | Spacewatch                        |